# Paul Shmyr
Paul Shmyr (* 28. Januar 1946 in Cudworth, Saskatchewan; † 2. September 2004 in Surrey, British Columbia) war ein kanadischer Eishockeyspieler, der im Verlauf seiner aktiven Karriere zwischen 1965 und 1982 unter anderem 377 Spiele für die Chicago Black Hawks, California Golden Seals, Minnesota North Stars und Hartford Whalers in der National Hockey League (NHL) sowie 516 weitere Partien für die Cleveland Crusaders, San Diego Mariners und Edmonton Oilers in der World Hockey Association (WHA) auf der Position des Verteidigers bestritten hat. Shmyr, der Mannschaftskapitän der Edmonton Oilers und Minnesota North Stars war, wurde in seiner Karriere insgesamt viermal in eines der WHA All-Star Teams berufen und war 1974 der beste Verteidiger der Liga. Sein älterer Bruder John war als Eishockeyspieler ebenfalls in der WHA aktiv.

## Karriere
Shmyr verbrachte seine Juniorenzeit zwischen 1965 und 1966 bei den New Westminster Royals in der British Columbia Junior Hockey League (BCJHL), mit denen er in derselben Saison am prestigeträchtigen Memorial Cup teilnahm. Anschließend wechselte der Verteidiger, der zu dieser Zeit den New York Rangers aus der National Hockey League (NHL) angehörte, in den Profibereich, wo er in der Spielzeit 1966/67 für die Fort Wayne Komets in der International Hockey League (IHL) zum Einsatz kam.
Nachdem er im August 1967 im Tausch für Camille Henry zu den Chicago Black Hawks transferiert worden war, stand Shmyr mit Beginn der Saison 1967/68 im Kader der Dallas Black Hawks, dem Farmteam Chicagos, aus der Central Professional Hockey League (CPHL). Dort verbrachte er zweieinhalb Spielzeiten, ehe er im Februar 1970 schließlich einen Platz im NHL-Kader der Black Hawks erhielt. Sein Debüt dort hatte er bereits ein Jahr zuvor im Februar 1969 gefeiert, als er drei Spiele für Chicago bestritten hatte. Der Abwehrspieler stand schließlich bis zum Oktober 1971 in Diensten der Chicago Black Hawks, ehe er gemeinsam mit Gilles Meloche zu den California Golden Seals geschickt wurde, die dafür Gerry Desjardins in die „Windy City“ abgaben. Bei den Kaliforniern verbrachte Shmyr die Saison 1971/72.
Durch die Gründung der als Konkurrenzliga zur NHL aufgebauten World Hockey Association (WHA) wechselte der Kanadier im September 1972 in diese. Seine Transferrechte hatten die Cleveland Crusaders zuvor von den Philadelphia Blazers erworben. In Cleveland entwickelte sich Shmyr zu einem der besten Verteidiger der Liga. Gleich in der Premierensaison schaffte er es mit seinen 48 Scorerpunkten ins WHA First All-Star Team berufen zu werden. Weitere Nominierungen in selbiges erfolgten in den Jahren 1974 und 1976. Zudem erhielt er am Ende der Spielzeit 1975/76, als er einen Karrierebestwert von 50 Punkten aufgestellt hatte, die Dennis A. Murphy Trophy als bester Verteidiger der gesamten Liga und wurde gemeinsam mit Réal Cloutier als wertvollster Spieler des WHA All-Star Games ausgezeichnet. Während er jedoch zahlreiche individuelle Auszeichnungen in den vier Jahren in Cleveland erhielt, blieben Erfolge mit dem Team aus. Im Sommer 1976 wurde das Franchise nach Saint Paul im Bundesstaat Minnesota umgesiedelt. Durch den vollzogenen Umbruch wurde Shmyr gemeinsam mit Gerry Pinder zu den San Diego Mariners transferiert, während Ray Adduono und Bob Wall an die Minnesota Fighting Saints abgegeben wurden. Ebenso erhielten die Fighting Saints eine Geldsumme.
Für die San Diego Mariners absolvierte der Defensivspieler eine Saison, in der er wie im Vorjahr 50 Punkte erzielte. Anschließend wechselte er durch die Auflösung des San-Diego-Franchises als Free Agent zu den Edmonton Oilers, bei denen er umgehend zum dritten Mannschaftskapitän der Franchise-Geschichte ernannt wurde. Dennoch gelang es ihm in den restlichen zwei Jahren des Bestehens der Liga nicht, sich die Avco World Trophy zu sichern. In der Finalserie der Playoffs 1979 unterlagen die Oilers den Winnipeg Jets. Shmyr selbst schaffte es noch einmal ins WHA Second All-Star Team berufen zu werden.
Durch die Auflösung der WHA und die Aufnahme der Edmonton Oilers in die NHL begannen die Franchises um die Transferrechte des 33-Jährigen zu buhlen. Während seiner Zeit in der WHA waren seine NHL-Transferrechte im Sommer 1976 von den California Golden Seals an die Cleveland Barons übergegangen und von dort zwei Jahre später an die Minnesota North Stars. Im Rahmen des NHL Expansion Draft 1979 kollidierten also die Rechte der North Stars mit denen der Oilers, wo Shmyr weiterhin unter Vertrag stand. Minnesota nutzte jedoch die in den Regularien des Drafts niedergeschriebene Möglichkeit und forderte den Spieler zurück, womit der Verteidiger in der Saison 1979/80 im Kader der Minnesota North Stars stand. Dort beerbte er Jean-Paul Parisé als neunten Mannschaftskapitän. Letztlich ging er zwei Jahre für die North Stars aufs Eis. Seine letzte NHL-Spielzeit verbrachte er in der Spielzeit 1981/82 bei den Hartford Whalers, zu denen er als Free Agent gewechselt war. Anschließend beendete er im Alter von 36 Jahren seine aktive Karriere.
Shmyr verstarb im September 2004 im Alter von 58 Jahren in Surrey in der Provinz British Columbia an den Folgen von Kehlkopfkrebs. An der Krankheit hatte er zehn Jahre lang gelitten. Im Jahr 2010 gehörte Shmyr posthum zu den ersten Persönlichkeiten, die in die neu geschaffene WHA Hall of Fame aufgenommen wurden.

### International
Für sein Heimatland stand Shmyr im Rahmen der Summit Series 1974 für die aus Spielern der NHL und WHA bestehende kanadische Landesauswahl auf dem Eis. Er kam dabei in sieben der acht Spiele der Serie zum Einsatz und bereitete zwei Tore vor. Zwei Jahre später war er neben Bobby Hull der einzige WHA-Akteur, der ins erweiterte Aufgebot Kanadas für den Canada Cup 1976 berufen wurde. Schließlich schaffte es der Verteidiger aber nicht in den endgültigen Turnierkader.

## Erfolge und Auszeichnungen
| - 1973 Teilnahme am WHA All-Star Game - 1973 WHA First All-Star Team - 1974 Teilnahme am WHA All-Star Game - 1974 WHA First All-Star Team - 1976 Teilnahme am WHA All-Star Game | - 1976 WHA All-Star Game MVP (gemeinsam mit Réal Cloutier) - 1976 Dennis A. Murphy Trophy - 1976 WHA First All-Star Team - 1979 WHA Second All-Star Team - 2010 Aufnahme in die WHA Hall of Fame (posthum) |

## Karrierestatistik

### International
Vertrat Kanada bei:
- Summit Series 1974

(Legende zur Spielerstatistik: Sp oder GP = absolvierte Spiele; T oder G = erzielte Tore; V oder A = erzielte Assists; Pkt oder Pts = erzielte Scorerpunkte; SM oder PIM = erhaltene Strafminuten; +/− = Plus/Minus-Bilanz; PP = erzielte Überzahltore; SH = erzielte Unterzahltore; GW = erzielte Siegtore; 1 Play-downs/Relegation; Kursiv: Statistik nicht vollständig)